# V-Cube 7

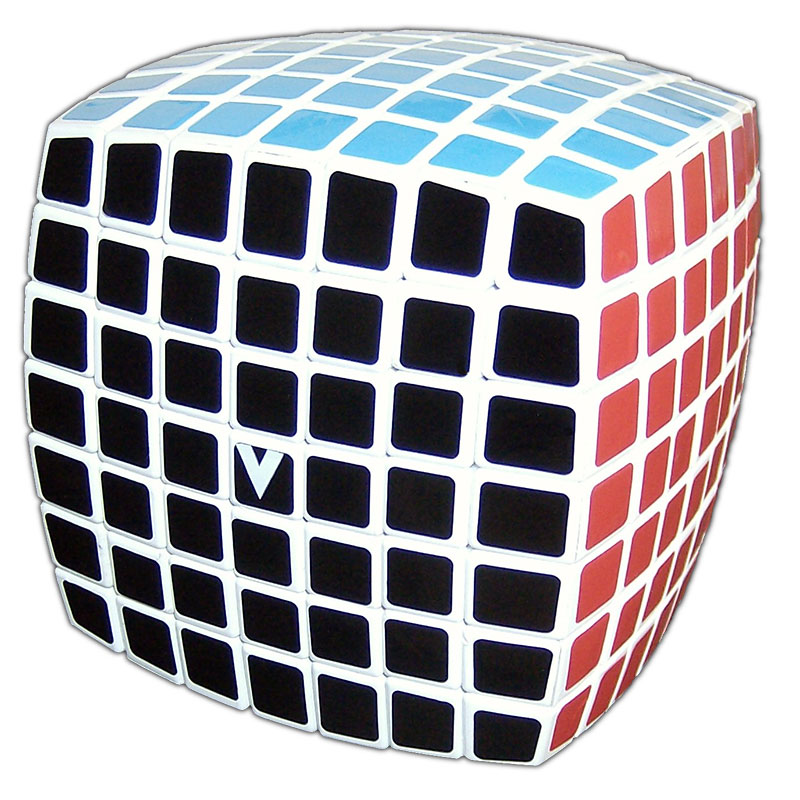

7×7×7 루빅스 큐브는 루빅스 큐브를 7×7×7 정육면체로 확장한 것이다. 파나기오티스 베르데스(Panagiotis Verdes)가 처음 실용적인 실물을 구현해 V-Cube 7이라는 상표로 판매한다. 현재는 중국의 회사에서도 제작되고 있다.

## 같이 보기
- 포켓 큐브
- 루빅스 큐브
- 리벤지 큐브
- 프로페서스 큐브
- V-Cube 6
- V-Cube 8